# Malesherbia linearifolia
Malesherbia linearifolia là một loài thực vật có hoa trong họ Lạc tiên. Loài này được (Cav.) Pers. mô tả khoa học đầu tiên năm 1805.